# فارس حسونة
فارس إبراهيم حسونة هو رباع قطري من أصل مصري ولد في 4 يونيو 1998. فاز بالميدالية الذهبية في منافسات الرجال لرفع الأثقال في دورة الألعاب الأوليمبية في طوكيو 2021م وزن 96 كجم.

## النشأة
ولد فارس حسونة في محافظة الغربية بمدينة المحلة الكبري، في شارع سعد زغلول بمنطقة البوظ عام 1998، وبدأ في رفع الأثقال بنادي 23 يوليو بالمحلة متأثرا بوالده إبراهيم حسونة نجم المنتخب المصري لرفع الأثقال والذي حقق لمصر عددا من الميداليات الذهبية في بطولة أفريقيا وقاد تدريب منتخب مصر للأثقال قبل أن يدخل في خلافات مع اتحاد رفع الأثقال ليترك تدريب المنتخب المصرى.
كانت آخر مبارياته التي لعبها لصالح مصر بطولة الجمهورية في شهر أكتوبر 2013 وشارك في بطولة الجمهورية لرفع الأثقال وحصل على المركز الثاني، وفاز على البطل المصري الأوليمبي محمد إيهاب وحقق ذهبية بطولة الجائزة الكبرى في قطر وحطم رقم محمد إيهاب منذ أربع سنوات عندما كان في سن التاسعة عشر فقط.

## مسيرته الرياضية

### الألعاب الأولمبية
احتل في البداية المركز الثامن في منافسات 85 كجم للرجال في دورة الألعاب الأولمبية الصيفية 2016، ولكن إرتقي إلى المركز السابع بعد أن فشل صاحب الميدالية البرونزية الأصلي غابرييل سانكرويان في اختبار المخدرات في أكتوبر من ذلك العام. في دورة الألعاب الأولمبية الصيفية 2020 في طوكيو، أحرز فارس إبراهيم، الميدالية الذهبية في منافسات رفع الأثقال للرجال لوزن 96 كغم، برقم قياسي أولمبي، بوزن إجمالي قدره 402 كغم (177 كغم في منافسات الخطف، و225 كغم في منافسات النتر وهو أيضا رقم قياسي أولمبي).

### بطولة العالم
في عام 2017، صعد إلى فئة 94 كجم وتنافس في بطولة العالم لرفع الأثقال لعام 2017، حيث فاز بميدالية فضية وحصل في الأصل على المركز الرابع بشكل عام، ولكن تمت ترقيته إلى الميدالية البرونزية في المجموع بعد تم استبعاد الحاصل على الميدالية الفضية الأصلية أوريماس ديدوباليس بعد فشله في اختبار المخدرات.
في العام التالي، شارك في بطولة العالم لرفع الأثقال 2018، حيث حصل على الميدالية البرونزية في فئة 96 كجم الجديدة.

## وصلات خارجية
- فارس حسونة على موقع الاتحاد الدولي (الإنجليزية)
- فارس حسونة على موقع مشروع نتائج رفع الأثقال الدولية (الإنجليزية)
- فارس حسونة على موقع IAT Database Weightlifting (الألمانية)
- فارس حسونة على موقع اللجنة الأولمبية الدولية (الإنجليزية)
- فارس حسونة على موقع أوليمبيديا (الإنجليزية)